# Bos Ter Eecken
Het Bos Ter Eecken is een natuurgebied in de Vlaamse Ardennen in Zuid-Oost-Vlaanderen (België). Het bosgebied  ligt op het grondgebied van de gemeente Ronse. Het ligt ten noorden van de Schorissesteenweg tussen Louise-Marie en Schorisse (nabij Berg ten Houte). Het bos is deels privé en wordt deels beheerd door de Vlaamse overheidsdienst Agentschap voor Natuur en Bos. Het bos is erkend als Europees Natura 2000-gebied (Bossen van de Vlaamse Ardennen en andere Zuid-Vlaamse bossen) en maakt deel uit van het Vlaams Ecologisch Netwerk. Het is toegankelijk via het wandelknooppuntennetwerk 'Vlaamse Ardennen - Getuigenheuvels'.

## Afbeeldingen

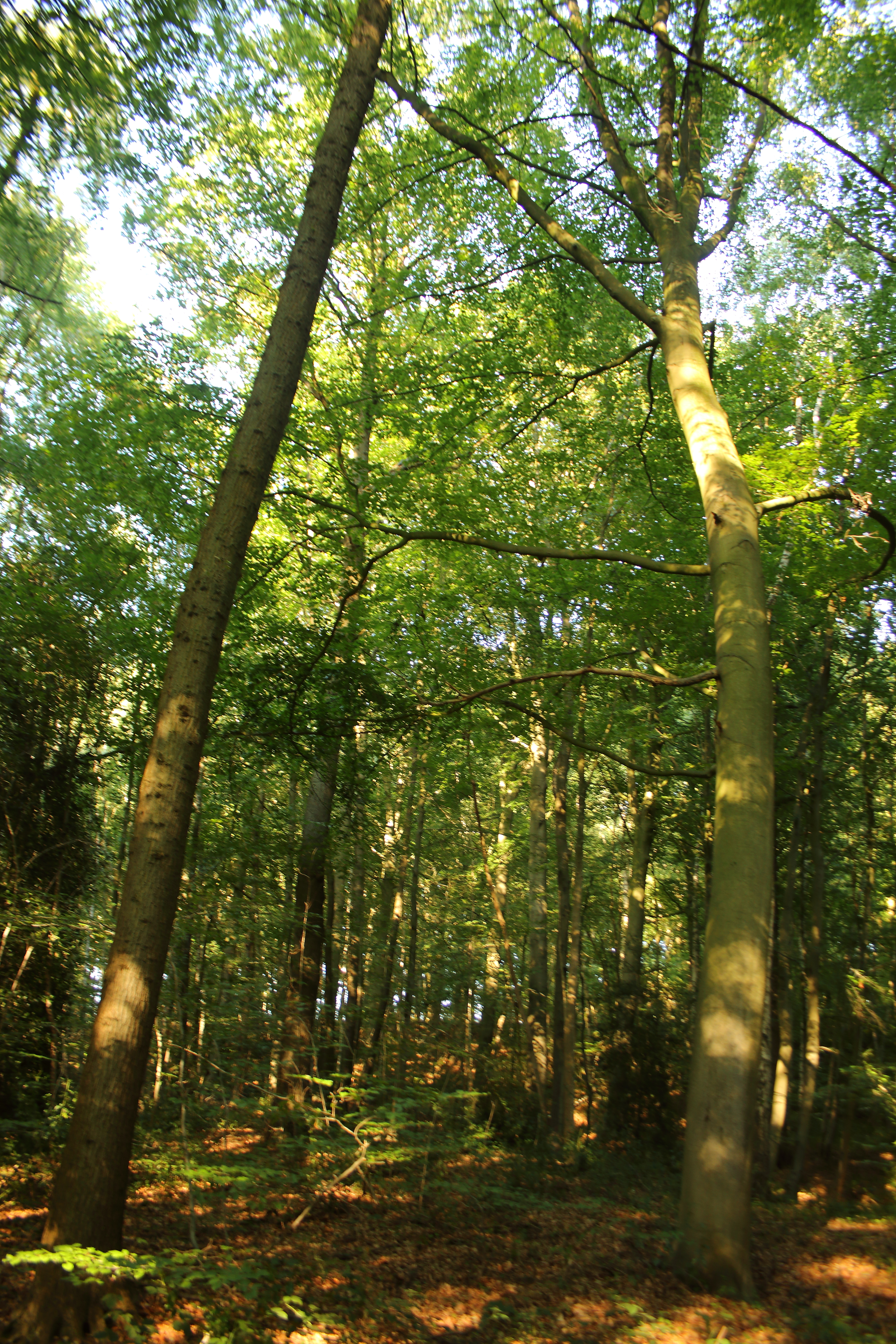
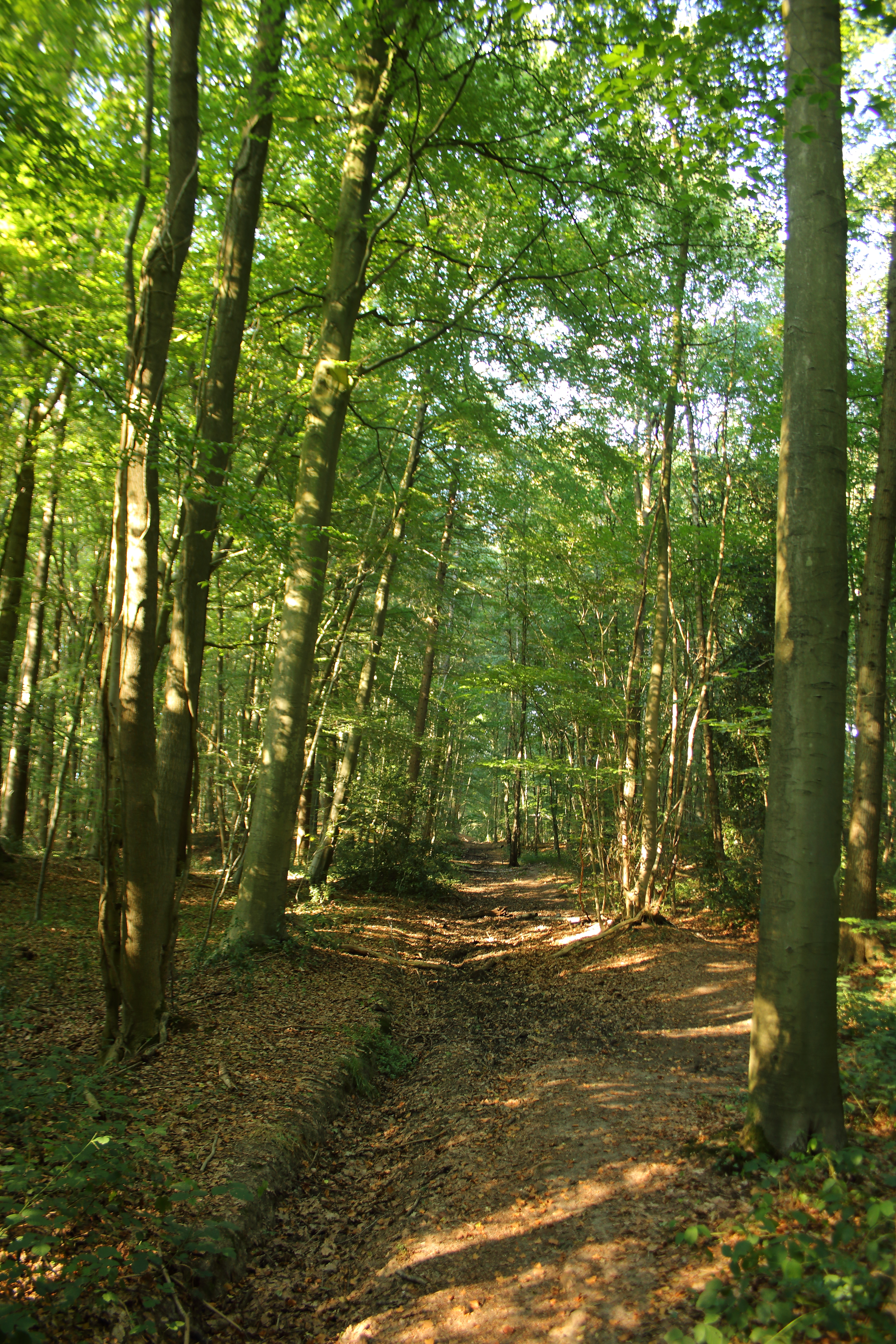
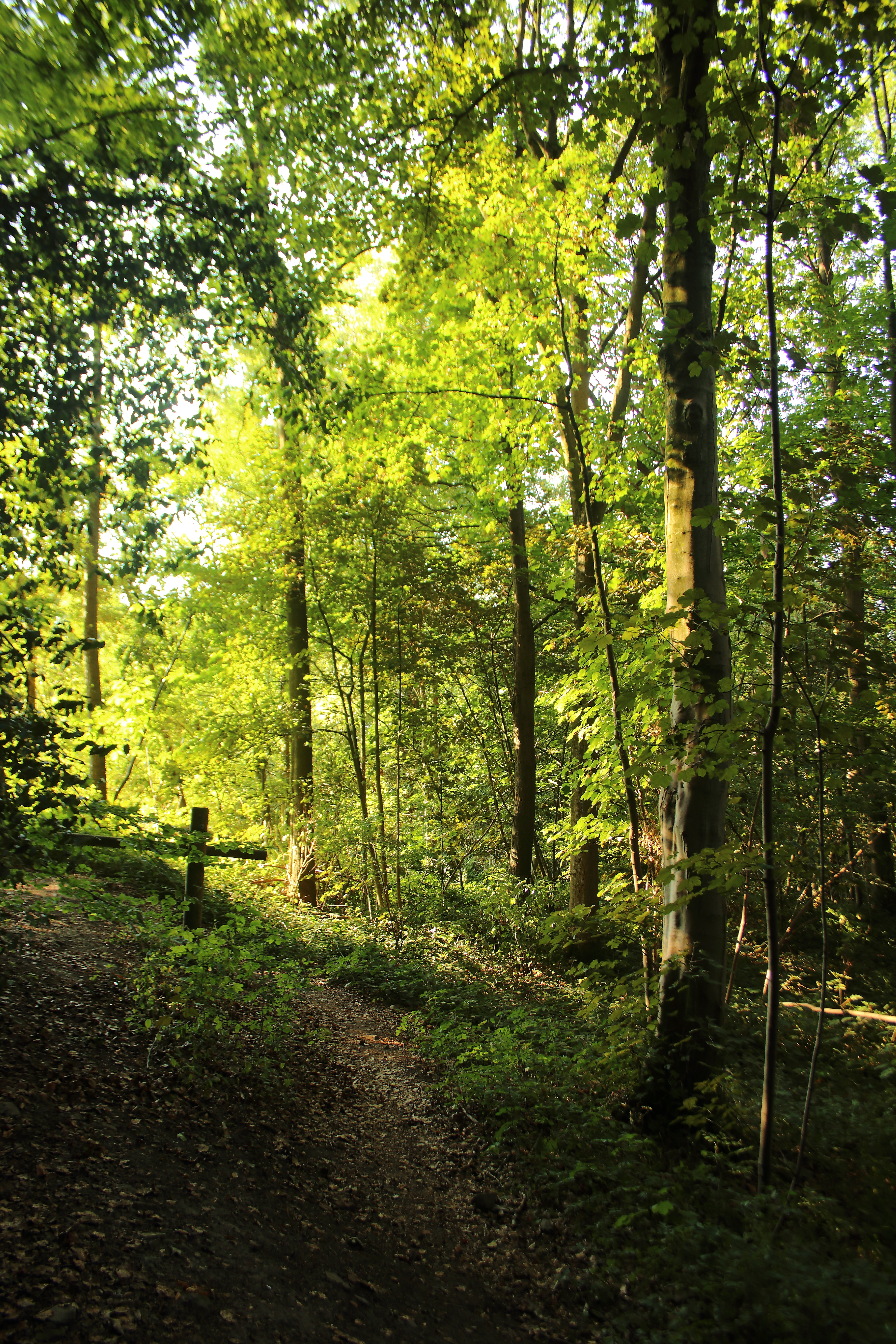
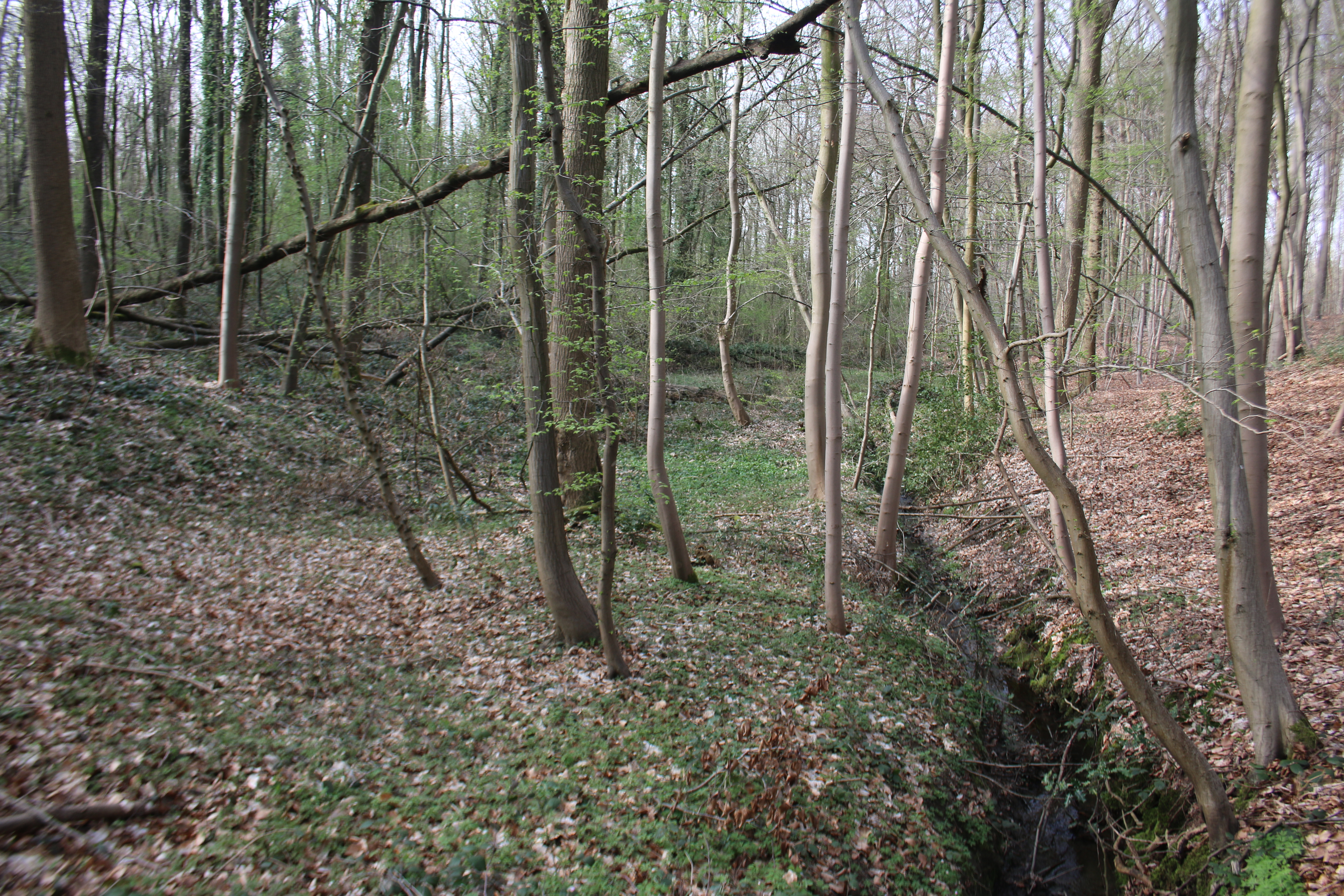
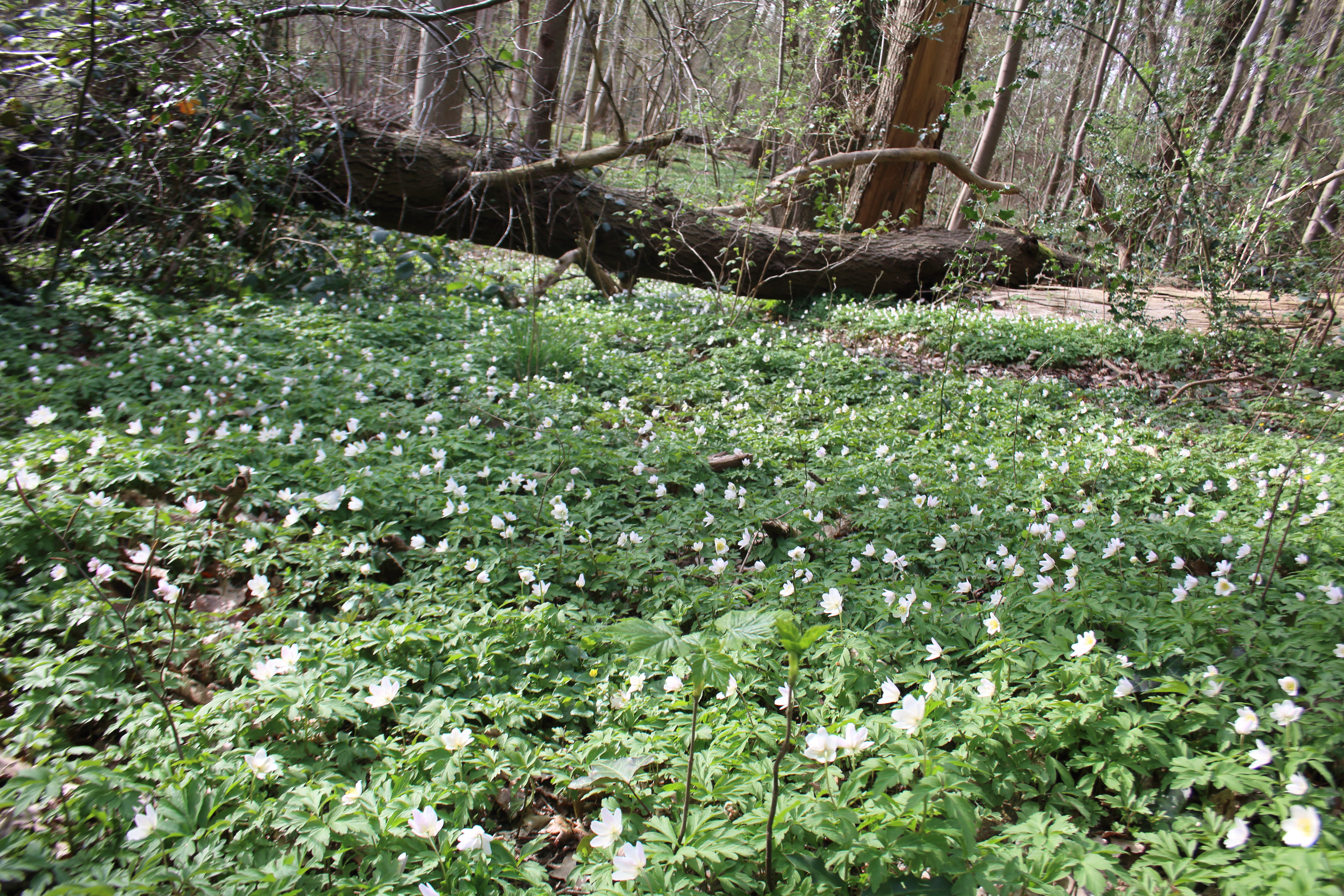